# Petrocosmea menglianensis
Petrocosmea menglianensis är en tvåhjärtbladig växtart som beskrevs av Hsi Wen Li. Petrocosmea menglianensis ingår i släktet Petrocosmea och familjen Gesneriaceae. Inga underarter finns listade i Catalogue of Life.